# Női magasugrás a 2023-as atlétikai világbajnokságon
A 2023-as atlétikai világbajnokságon a női magasugrás selejtezőit augusztus 25-én, míg a döntőt augusztus 27-én rendezték meg Budapesten, a Nemzeti Atlétikai Központban.
A győzelmet a verseny egyik legnagyobb esélyese, a mindössze 21 éves ukrán Jaroszlava Mahucsih szerezte meg, ezzel az előző két világbajnokságon (2019, 2022) kapott ezüstérmei után világbajnok lett. Mahucsih volt az egyetlen, aki átvitte a 2,01 méteres magasságot, de ez éppen elég volt az ukrán aranyérméhez. A második az ausztrál Eleanor Patterson lett, a bronz a másik ausztrálnak, Nicola Olyslagersnek jutott, mindketten 1,99 méteres magasságon fejezték be a versenyzést.

## Rekordok
A versenyt megelőzően a következő rekordok voltak érvényben:
| Rekord                                                 | Versenyző és nemzetisége    | Időeredmény | Helyszín                              | Dátum               |
| ------------------------------------------------------ | --------------------------- | ----------- | ------------------------------------- | ------------------- |
| Világrekord                                            | Sztefka Kosztadinova (BUL)  | 2,09 m      | Róma, Olaszország                     | 1987. augusztus 30. |
| Világbajnoki rekord                                    | Sztefka Kosztadinova (BUL)  | 2,09 m      | Róma, Olaszország                     | 1987. augusztus 30. |
| Világ legjobb idei eredménye                           | Nicola Olyslagers (AUS)     | 2,02 m      | Lausanne, Svájc                       | 2023. június 29.    |
| Afrika rekord                                          | Hestrie Cloete (RSA)        | 2,06 m      | Saint-Denis, Franciaország            | 2003. augusztus 31. |
| Ázsia rekord                                           | Nagyezsda Dubovickaja (KAZ) | 2,00 m      | Almati, Kazahsztán                    | 2021. június 8.     |
| Észak-, valamint Közép-Amerika és Karibi-térség rekord | Chaunte Lowe (USA)          | 2,05 m      | Des Moines, Amerikai Egyesült Államok | 2010. június 26.    |
| Dél-Amerika rekord                                     | Solange Witteveen (ARG)     | 1,96 m      | Oristano, Olaszország                 | 1997. szeptember 8. |
| Európa rekord                                          | Sztefka Kosztadinova (BUL)  | 2,09 m      | Róma, Olaszország                     | 1987. augusztus 30. |
| Óceániai rekord                                        | Nicola Olyslagers (AUS)     | 2,02 m      | Lausanne, Svájc                       | 2023. június 29.    |

## Kvalifikációs rendszer
A világbajnokságnak erre a versenyszámára 1,97 méteres eredménnyel lehetett automatikus kvalifikációt kivívni.

## Időbeosztás
Az események időbeosztása helyi időben (UTC+2) a következők voltak:
| Dátum         | Kezdési időpont | Kör       |
| ------------- | --------------- | --------- |
| Augusztus 25. | 10:20           | Selejtező |
| Augusztus 27. | 20:05           | Döntő     |

## Rövidítések
| - WR: világrekord - CR: világbajnoki rekord - WL: világ legjobb eredménye 2023-ban - AR: kontinentális rekord - NR: országos rekord | - PB: egyéni legjobb eredménye - SB: 2023-ban az addigi legjobb eredménye - Q: selejtezőszintet elérve továbbjutott - q: helyezés alapján továbbjutott - NM: érvényes kísérlet nélkül - x: rontott kísérlet |

### Selejtező
A selejtezőt 2023. augusztus 25-én rendezték meg, melyeken a 35 versenyzőt 2 selejtezőcsoportra (A és B) osztották be, mindkettő 10:20-kor kezdődött. Minden selejtezőcsoportból a legalább 1,94 méteres selejtezőszintet elért versenyzők (  Q  ) valamint a selejtezőszintet el nem érők közül a legjobbak, de maximum 12-en (  q  ) kvalifikálták magukat a döntőbe.
Vastaggal a versenyző legjobb eredményét jelöltük
| Helyezés | Csoport | Név                    | Nemzetiség       | Kísérletek | Kísérletek | Kísérletek | Kísérletek | Kísérletek | Kísérletek | Eredmény | Megjegyzés |
| Helyezés | Csoport | Név                    | Nemzetiség       | 1,75       | 1,80       | 1,85       | 1,89       | 1,92       | 1,94       | Eredmény | Megjegyzés |
| -------- | ------- | ---------------------- | ---------------- | ---------- | ---------- | ---------- | ---------- | ---------- | ---------- | -------- | ---------- |
| 1        | A       | Eleanor Patterson      | Ausztrália       | –          | –          | o          | o          | o          |            | 1,92     | q          |
| 1        | A       | Jaroszlava Mahucsih    | Ukrajna          | –          | –          | –          | o          | o          |            | 1,92     | q          |
| 3        | A       | Lamara Distin          | Jamaica          | –          | o          | o          | xo         | o          |            | 1,92     | q          |
| 4        | A       | Morgan Lake            | Nagy-Britannia   | –          | –          | xxo        | o          | o          |            | 1,92     | q          |
| 5        | B       | Vashti Cunningham      | Egyesült Államok | –          | o          | xo         | xxo        | o          |            | 1,92     | q          |
| 6        | B       | Nicola Olyslagers      | Ausztrália       | –          | –          | o          | o          | xo         |            | 1,92     | q          |
| 7        | A       | Angelina Topić         | Szerbia          | –          | o          | o          | o          | xxo        |            | 1,92     | q          |
| 8        | A       | Elena Kulicsenko       | Ciprus           | o          | o          | xo         | xxo        | xxo        |            | 1,92     | q, PB      |
| 9        | B       | Irina Gerascsenko      | Ukrajna          | –          | o          | o          | o          | xxx        |            | 1,89     | q          |
| 9        | B       | Lia Apostolovski       | Szlovénia        | –          | o          | o          | o          | xxx        |            | 1,89     | q          |
| 11       | B       | Nagyezsda Dubovickaja  | Kazahsztán       | –          | xo         | o          | o          | xxx        |            | 1,89     | q          |
| 12       | B       | Christina Honsel       | Németország      | o          | o          | o          | xo         | xxx        |            | 1,89     | q          |
| 12       | B       | Solène Gicquel         | Franciaország    | o          | o          | o          | xo         | xxx        |            | 1,89     | q          |
| 12       | A       | Ella Junnila           | Finnország       | –          | o          | o          | xo         | xxx        |            | 1,89     | q          |
| 12       | A       | Nawal Meniker          | Franciaország    | –          | o          | o          | xo         | xxx        |            | 1,89     | q          |
| 16       | B       | Elisabeth Pihela       | Észtország       | –          | o          | xo         | xo         | xxx        |            | 1,89     |            |
| 17       | B       | Merel Maes             | Belgium          | o          | o          | o          | xxo        | xxx        |            | 1,89     |            |
| 17       | B       | Tatiana Gusin          | Görögország      | o          | o          | o          | xxo        | xxx        |            | 1,89     |            |
| 17       | A       | Juliia Levcsenko       | Ukrajna          | –          | o          | o          | xxo        | xxx        |            | 1,89     |            |
| 20       | A       | Airinė Palšytė         | Litvánia         | o          | o          | o          | xxx        |            |            | 1,85     |            |
| 20       | B       | Daniela Stanciu        | Románia          | –          | o          | o          | xxx        |            |            | 1,85     |            |
| 20       | B       | Michaela Hrubá         | Csehország       | o          | o          | o          | xxx        |            |            | 1,85     |            |
| 23       | A       | Johanna Göring         | Németország      | o          | o          | xo         | xxx        |            |            | 1,85     |            |
| 23       | B       | Julija Csumacsenko     | Ukrajna          | –          | o          | xo         | xxx        |            |            | 1,85     |            |
| 25       | A       | Krisztina Ovcsinnikova | Kazahsztán       | o          | xo         | xo         | xxx        |            |            | 1,85     |            |
| 25       | B       | Marija Vuković         | Montenegró       | –          | xo         | xo         | xxx        |            |            | 1,85     |            |
| 27       | A       | Valdileia Martins      | Brazília         | o          | o          | xxo        | xxx        |            |            | 1,85     |            |
| 28       | B       | Kimberly Williamson    | Jamaica          | xo         | xxo        | xxo        | xxx        |            |            | 1,85     |            |
| 29       | A       | Erin Shaw              | Ausztrália       | o          | o          | xxx        |            |            |            | 1,80     |            |
| 29       | B       | Szafina Szadullajeva   | Üzbegisztán      | –          | o          | xxx        |            |            |            | 1,80     |            |
| 29       | B       | Jelizaveta Matvejeva   | Kazahsztán       | o          | o          | xxx        |            |            |            | 1,80     |            |
| 32       | B       | Heta Tuuri             | Finnország       | xo         | o          | xxx        |            |            |            | 1,80     |            |
| 33       | A       | Fekete Fédra           | Magyarország     | o          | xo         | xxx        |            |            |            | 1,80     |            |
| 34       | A       | Panagiota Dosi         | Görögország      | o          | xxo        | xxx        |            |            |            | 1,80     |            |
| –        | A       | Jana Koščak            | Horvátország     |            |            |            |            |            |            |          | DNS        |

### Döntő
A döntőt 2023. augusztus 27-én 20:05-kor rendezték meg.
Az első 3 kísérlet után már csak az akkor legjobb 8 eredménnyel rendelkező sportoló folytathatta a versenyzést.
| Helyezés | Versenyző             | Nemzetiség       | Kísérletek | Kísérletek | Kísérletek | Kísérletek | Kísérletek | Kísérletek | Kísérletek | Eredmény | Megjegyzés |
| Helyezés | Versenyző             | Nemzetiség       | 1,85       | 1,90       | 1,94       | 1,97       | 1,99       | 2,01       | 2,07       | Eredmény | Megjegyzés |
| -------- | --------------------- | ---------------- | ---------- | ---------- | ---------- | ---------- | ---------- | ---------- | ---------- | -------- | ---------- |
| 1        | Jaroszlava Mahucsih   | Ukrajna          | –          | o          | xo         | o          | o          | xo         | xxx        | 2,01     |            |
| 2        | Eleanor Patterson     | Ausztrália       | o          | o          | o          | xxo        | o          | xxx        |            | 1,99     | SB         |
| 3        | Nicola Olyslagers     | Ausztrália       | –          | o          | xo         | o          | xo         | xxx        |            | 1,99     |            |
| 4        | Morgan Lake           | Nagy-Britannia   | o          | o          | xxo        | xxo        | xx–        | x          |            | 1,97     |            |
| 5        | Lamara Distin         | Jamaica          | o          | o          | o          | xxx        |            |            |            | 1,94     |            |
| 5        | Irina Gerascsenko     | Ukrajna          | o          | o          | o          | xxx        |            |            |            | 1,94     |            |
| 7        | Angelina Topić        | Szerbia          | o          | o          | xo         | xxx        |            |            |            | 1,94     |            |
| 8        | Christina Honsel      | Németország      | o          | xxo        | xo         | xxx        |            |            |            | 1,94     |            |
| 9        | Lia Apostolovski      | Szlovénia        | o          | o          | xxx        |            |            |            |            | 1,90     | SB         |
| 9        | Nagyezsda Dubovickaja | Kazahsztán       | o          | o          | xxx        |            |            |            |            | 1,90     |            |
| 11       | Vashti Cunningham     | Egyesült Államok | xxo        | o          | xxx        |            |            |            |            | 1,90     |            |
| 12       | Nawal Meniker         | Franciaország    | o          | xo         | xxx        |            |            |            |            | 1,90     |            |
| 13       | Ella Junnila          | Finnország       | o          | xxo        | xxx        |            |            |            |            | 1,90     |            |
| 13       | Elena Kulichenko      | Ciprus           | o          | xxo        | xxx        |            |            |            |            | 1,90     |            |
| 15       | Solène Gicquel        | Franciaország    | xo         | xxx        |            |            |            |            |            | 1,85     |            |